# مايك باويل
مايكل أنتوني باول (Michael Anthony Powell) المعروف باسم مايك باول، هو رياضي أمريكي شارك في مسابقات ألعاب القوى، وبالأخص في القفز الطويل. ولد في 10 نوفمبر 1963، في فيلادلفيا بولاية بنسلفينيا.
في عام 1991 شارك في بطولة العالم لألعاب القوى في طوكيو باليابان، واستطاع تحطيم الرقم القياسي في القفز الطويل الذي صمد لـ 23 عاماً بواسطة الأمريكي بوب بيمون بفارق 5 سم. الرقم الذي سجله (8.95 متراً) لا يزال الأعلى حتى الآن. في ذات العام، حصل على عدد من الجوائز الرياضية أبرزها جائزة جيمز إ. سليفان، وجائزة البي بي سي للشخصية الرياضية لعام 1991.
في الأولمبياد فاز أيضاً بميداليتين فضيتين في كل من الألعاب الأولمبية الصيفية 1988 في سيئول، والألعاب الأولمبية الصيفية 1992 في برشلونة. أما في بطولة العالم لألعاب القوى، فعلاوة على الرقم القياسي في عام 1991، فاز في عام 1993، كما حل في المركز الثالث في عام 1995. اعتزل بعد أولمبياد 1996.

## السيرة الذاتية
ولد باول في فيلادلفيا والتحق بمدرسة إيدجوود الثانوية في ويست كوفينا، كاليفورنيا، حيث احتل المركز الثاني في القفز العالي بارتفاع 7 أقدام في بطولة ولاية كاليفورنيا لألعاب القوى والميادين عام 1981. التحق بجامعة كاليفورنيا، إيرفين، ثم انتقل إلى جامعة كاليفورنيا في لوس أنجلوس. وهو عضو في جمعية ألفا فاي ألفا.

### المسيرة الرياضية
فاز باول بالميدالية الفضية في القفز الطويل في دورة الألعاب الأولمبية الصيفية لعام 1988 في سيول، كوريا الجنوبية.
في بطولة العالم لألعاب القوى لعام 1991 في طوكيو، في 30 أغسطس 1991، حطم باول الرقم القياسي العالمي في القفز الطويل الذي سجله بوب بيمون والذي دام قرابة 23 عامًا بمقدار 5 سم (2 بوصة)، حيث قفز 8.95 مترًا (29 قدمًا و4 بوصات و1⁄4 بوصة). الرقم القياسي العالمي صامد، مما يجعله أطول رقم قياسي عالمي في القفز الطويل منذ أن تم الاحتفاظ بالسجلات. وقد نال بفضل هذا الإنجاز جائزة جيمس إي سوليفان وجائزة شخصية العام الرياضية الخارجية من هيئة الإذاعة البريطانية في عام 1991. وهو صاحب أطول قفزة بمساعدة الرياح عند 8.99 مترًا (29 قدمًا و5 بوصات و3⁄4 بوصة) (+4.4 مترًا في الثانية)، والتي سجلها على ارتفاع عالٍ في عام 1992 في سيستريير بإيطاليا. وفاز مرة أخرى بالميدالية الفضية في القفز الطويل في دورة الألعاب الأولمبية الصيفية لعام 1992 في برشلونة بإسبانيا. وفاز بالقفز الطويل مرة أخرى في بطولة العالم لألعاب القوى عام 1993، في شتوتغارت بألمانيا، واحتل المركز الثالث في بطولة العالم لألعاب القوى عام 1995، في جوتنبرج بالسويد.
تنافس باول في مهرجان فوت لوكر سلام في عامي 1992 و1993 محاولًا الرمي من خط الرمية الحرة لكنه فشل. وسجل مايك كونلي رمية من خط الرمية الحرة وفاز بالمسابقة. بعد حصوله على المركز الخامس في القفز الطويل في أولمبياد 1996، تقاعد باول. عاد في عام 2001 بهدف المنافسة في أولمبياد 2004، لكنه لم يتمكن من الانضمام إلى الفريق الأمريكي.

## وصلات خارجية
- مايك باويل على موقع الاتحاد الدولي لألعاب القوى (الإنجليزية)
- مايك باويل على موقع الاتحاد الأمريكي لسباقات المضمار والميدان (الإنجليزية)
- مايك باويل على موقع الاتحاد الأمريكي لسباقات المضمار والميدان، قاعة المشاهير (الإنجليزية)
- مايك باويل على موقع اللجنة الأولمبية الدولية (الإنجليزية)
- مايك باويل على موقع أوليمبيديا (الإنجليزية)
- مايك باويل على موقع قاعة كاليفورنيا للمشاهير الرياضية (الإنجليزية)